# Ristat i sten
Ristat i sten är en kriminalroman av Stieg Trenter utgiven 1952.

## Handling
Någon smyger i farstun utanför Fribergs fotoateljé på Holländargatan sista dagen före ateljéns semesterstängning. Mannen skuggar Harry genom Norrmalm till garaget där Fribergs Hotchkiss står parkerad. Genom att få servicekillen i garaget att köra iväg med Hotchkissen iförd Fribergs hatt och rock, och själv hoppa in i en droska, lyckas Harry vända på situationen och skugga den droskbil som hans förföljare sitter i. När den snabba sportbilen undkommer beger sig den okände istället ut på Lidingö, där både han och Harry Friberg blir vittnen till ett häftigt äktenskapsgräl, som de hör genom ett öppet villafönster. Nästa morgon blir Harry uppringd av den okände, som vill avtala ett sammanträffande mellan fyra ögon. De hinner dock inte så långt innan den okände i andra änden av tråden blir skjuten med en gangsterpenna. Vid obduktionen visar det sig att han har svalt en papperslapp med några ovanliga symboler från en hällristning.
Historien berättas i jagform av Harry Friberg.

## Persongalleri
- Harry Friberg, fotograf och amatördeckare
- Vesper Johnson, kriminalintendent
- Ture Vikbo, kamrer på Fribergs ateljé, ivrig fågelskådare
- Hellvig, överkonstapel
- Stefan Schmidt, fil. kand som ger privatlektioner i språk
- Lilian Lerka, blomstermakerska, ägare till ateljé för konstgjorda blommor
- Percy Lerka, tenngjuteriägare, Lilians make
- Gertrud Dehren, modekåsös, gammal bekant till Friberg
- Eva Grimm, 25, blomstermakerska, försteman på madame Lilians ateljé
- Victor Jensen, madame Lilians bror
- Robert Sjöholm, marinmålare
- Jean, mystisk fransman

## Miljöer
De gamla kvarteren på Norrmalm med gathus och gårdshus, en blandning av bostäder och småindustrier, trånga oregelbundna innergårdar, vindlande trappor och utgångar åt flera håll var en fruktbar deckarmiljö, som utnyttjas till fullo av Trenter i denna roman, liksom i flera andra av böckerna om Harry Friberg.
En olyckshändelse med pukslagarhästen i vaktparaden spelar en viss roll för bestämningen av tidsförloppet kring det första mordet och hållbarheten i ett alibi.